# Dyrholmen
Dyrholmen ist ein Küstenwohnplatz der mesolithischen Ertebølle-Kultur, etwa 15 km südöstlich von Randers in Jütland in Dänemark.
Der Wohnplatz wurde während der Periode des postglazialen Meeresspiegelanstiegs (zwischen 5100 und 4100 v. Chr.) genutzt und dabei sukzessiv auf höhere Ebenen verlagert. Diese Vorgehensweise hat getrennte Bereiche mit unverwechselbarem Material aus mehreren Phasen der Ertebølle-Kultur erbracht. Die Ergebnisse waren wichtig für die relative Chronologie der Kultur.
Auf dem Wohnplatz wurden Spuren von Kannibalismus in Form von zur Markentnahme gespaltener menschlicher Knochen gefunden. Dies ist neben den gleichartigen Funden im Kung Björns hog in Uppland in Schweden aus der späten Bronzezeit der einzige Beleg derartiger Praktiken in Dänemark.